# 在阪オーケストラ
在阪オーケストラ（ざいはんオーケストラ）は、大阪府を拠点に活動するプロオーケストラのことである。

## 日本オーケストラ連盟正会員
1980年代以降、日本オーケストラ連盟正会員としては以下の4団体が活動している。
- 大阪交響楽団（堺市）：大阪シンフォニカー（1980年）→大阪シンフォニカー交響楽団（2001年）→現名称（2010年-）
- 大阪フィルハーモニー交響楽団（大阪市）：関西交響楽団（1947年）→現名称（1960年-）
- 関西フィルハーモニー管弦楽団（大東市→大阪市→門真市）：ヴィエール室内合奏団（1970年）→ヴィエール・フィルハーモニック（1975年）→現名称（1982年-）
- 日本センチュリー交響楽団（豊中市）：大阪府音楽団（1952年）→大阪センチュリー交響楽団（1989年）→現名称（2011年-）

（五十音順、括弧内は活動拠点、：以降は名称の変遷）
それぞれ累積赤字の増大やスポンサー企業の交代などで経営危機に見舞われていたことから、2007年に統合問題が持ち上がった。同年7月26日、4楽団の理事長が初めて会談し、当面は統合しないと合意したことを発表した。
その後に改名した2団体のうち、日本センチュリー交響楽団については経営問題が契機となっており、大阪府からの補助金が2011年度以降は打ち切られたため、府外での活動に活路を求める意図で改名している。
2015年からは、4団体共同によるプロジェクト（大阪4オーケストラ活性化協議会）も行われている。

## その他のプロ在阪オーケストラ
大阪府には他にも以下の団体など、日本オーケストラ連盟準会員、あるいは非加盟のプロオーケストラが存在する。

### 準会員
- テレマン室内オーケストラ（1963年 - ）
- ザ・カレッジ・オペラハウス管弦楽団（1989年 - ）
- アマービレフィルハーモニー管弦楽団（2015年 - [1]）

### 非会員
- シンフォニア・コレギウムOSAKA（1976年 - ）
- 大阪チェンバーオーケストラ（1978年 - ）
- いずみシンフォニエッタ大阪（2000年 - ）
- アンサンブル・フロット（2007年 - [2]）

## 備考
関西地方の他府県には、以下のプロオーケストラが存在する。
- 兵庫県
  - ムジカフィルハーモニー管弦楽団（旧∶エウフォニカ管弦楽団→フィルムジカ管弦楽団、1963年 - [3]）
  - 兵庫芸術文化センター管弦楽団[4]
- 京都府
  - 京都市交響楽団
  - 京都フィルハーモニー室内合奏団
- 奈良県
  - 奈良フィルハーモニー管弦楽団
  - ジャパン・ナショナル・オーケストラ